# Penstemon laetus
Penstemon laetus es una especie de plantas de la familia de las plantagináceas. Es nativa de Norteamérica, donde crece en las montañas interiores de Oregón y California, en Estados Unidos. Su área de distribución se extiende desde las montañas Klamath a través de la Sierra Nevada hasta las cordilleras transversales. Crece en bosques, matorrales y otros hábitats montañosos locales. Es una hierba perenne que crece erguida a unos 75 centímetros de altura, su base se vuelve leñosa. Las hojas son lineal o lanceoladas y de hasta 10 centímetros de largo. La inflorescencia glandular tiene flores azules o púrpura de hasta 3,5 centímetros de largo. La flor es tubular de boca ancha o en forma de embudo y es glandular en la superficie exterior y en su mayoría glabra en el interior.